# Busto di Richard Wagner
Il busto di Richard Wagner a Lipsia, eretto nel 1983, è dedicato al compositore Richard Wagner (1813–1883). Il progetto risale allo scultore di Lipsia Max Klinger (1857–1920).

## Posizione e forma
Il busto di Richard Wagner si trova nel Promenadenring dietro il teatro dell'opera, sul versante orientale dello Schwanenteich (Stagno dei cigni) con vista verso ovest. La posizione può quasi considerarsi leggermente nascosta.
Il busto più grande della vita, realizzato in bronzo patinato scuro, è alto 96 centimetri e poggia su una semplice base in arenaria. Questo ha la scritta RICHARD WAGNER sul davanti e MAX KLINGER sul retro. A lato, BRONZE NOACK LEIPZIG 1982 indica il produttore. Il ritratto mostra il Wagner maturo in una semplicità classica e rigorosa in una vista frontale senza alcun accenno di abbigliamento.

## Storia

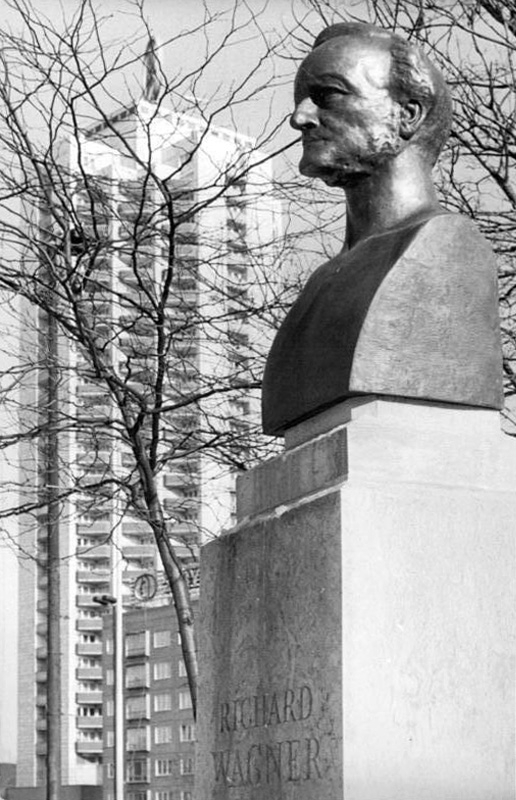
Il busto di Richard Wagner allo Schwanenteich di Lipsia il giorno della sua inaugurazione, il 7 febbraio 1983

Né gli sforzi di Max Klinger dal 1903 fino alla prima guerra mondiale per creare un monumento rappresentativo al compositore nella sua città natale a Lipsia, né i nobili progetti durante l' era nazionalsocialista di costruire un monumento commemorativo nel Klingerhain, la parte meridionale del Palmengarten, hanno avuto successo..
In occasione del 170º compleanno e del 100º anniversario della morte di Richard Wagner, la città decise di trovare almeno una piccola soluzione nell'ambito delle “Giornate di Richard Wagner della DDR”. Max Klinger creò un busto di Wagner in marmo bianco per la Sala della musica di Lipsia all'Esposizione Mondiale di St. Louis del 1904. Il gesso originale del busto è arrivato al Museo delle belle arti di Lipsia insieme a due calchi della tenuta Klinger. Uno dei calchi in gesso era già stato preparato per la fusione in bronzo e nel 1982 è stato utilizzato dalla fonderia di immagini in bronzo Noack di Lipsia per l'attuale monumento.
Il busto di Richard Wagner è il primo monumento pubblico completato al compositore nella sua città natale. Nell'anno wagneriano 2013 a Lipsia è stato eretto un altro monumento a Wagner da Stephan Balkenhol (* 1957) in combinazione con elementi di Max Klinger.